# Alberto Octavio t'Serclaes de Tilly
Pour les articles homonymes, voir T'Serclaes.
Alberto Octavio, prince de t'Serclaes de Tilly, est un général espagnol, né à Bruxelles le 22 décembre 1646 et mort à Barcelone le 10 septembre 1715.

## Biographie
Alberto Octavio t'Serclaes de Tilly est le fils de Jean Werner, comte de t'Serclaes-Tilly, sénéchal héréditaire du comté de Namur, chambellan de l'Empereur, et de Marie Françoise de Montmorency (fille du 1er prince de Robech). Il est le frère de Claude-Frédéric t'Serclaes van Tilly.
Il passa au service de la principauté de Liège en 1689, comme général en chef des troupes liégeoises.
En 1698, il devient maître de camp général des troupes aux Pays-Bas.
Alberto Octavio est fait prince en 1693 par le roi Charles II d'Espagne.
Il sert durant la Guerre de Succession d'Espagne aux côtés du roi Philippe V d'Espagne contre l'empereur Léopold Ier. Il participe d'abord à la campagne dans les Pays-Bas espagnols en 1701 et 1702 puis à la campagne portugaise en 1704.
En 1705, il y eut une conspiration dans laquelle Diego Dávila Mesía y Guzmán (en), capitaine général de Catalogne, prit le parti de Charles d'Autriche. Alberto Octavio mit en garde les autorités centrales. Pour cette aide, Philippe l'éleva à la dignité de Grand d'Espagne.
Il servit comme vice-roi de Navarre de 1706 à 1709. Il est nommé capitaine général d'Aragon (es) en 1711, puis de Catalogne en 1714 (en remplacement de FitzJames). Il mourut à Barcelone l'année suivante.

## Descendance
Alberto Octavio t'Serclaes de Tilly épouse Marie Madeleine de Longueval (fille de Charles-Albert de Longueval) puis sa nièce Marie Madeleine, comtesse de T'Serclaes-Tilly.
La légitimité de sa fille, "Albertine-Josèphe t'Serclaes-Tilly" ou "Albertine-Josèphe t'Serclaes, comtesse de Tilly et du Saint-Empire", a été contestée juridiquement au XVIIIe siècle car elle était issue d'un "mariage putatif" avec Alexandrine de Bacq. 
La fille d'Albertine, Isidora de Ruiz de Castro y T'Serclaes de Tilly, Princesse de T'Serclaes, Grande d'Espagne, épousa à Grenade le 5 janvier 1749 le comte Juan de Dios de Guzmán y Maraver. Leur fils, Don Andrés de Guzmán y Ruiz de Castro t'Serclaes de Tilly, comte de Guzmán, joua un rôle trouble pendant la Révolution française et fut guillotiné en 1794.